# کونییوکی توکوگاوا
کونییوکی توکوگاوا ((به ژاپنی: 徳川圀順 Kuniyuki Tokugawa); ۱۳ دسامبر ۱۸۸۶ – ۱۷ نوامبر ۱۹۶۹) سیاستمدار و سیزدهمین رهبر خاندان میتو توکوگاوا اهل ژاپن بود.